# Ако нямаше цветя
Ако нямаше цветя е българска телевизионна новела (детска) от 1982 година на режисьора Светозар Атанасов. Оператор е Велчо Велчев, художник Борис Ахчийски, музикален оформител Борис Герджиков.

## Актьорски състав
| В главните роли    | Изпълнител       |
| ------------------ | ---------------- |
| жената с шапката   | Милка Янакиева   |
| мъжът от публиката | Димитър Георгиев |
| мъжът от публиката | Щилян Кунев      |
| Дездемона          | Жоржета Чакърова |
| Отело              | Георги Новаков   |